# Панасівка (Скалатська міська громада)
Пана́сівка — село в Україні, у Скалатській міській громаді Тернопільського району Тернопільської області. Розташоване на півдні району. До 2015 підпорядковане Колодіївській сільраді.
Населення — 391 особа (2007).

## Історія
Поблизу Панасівки виявлено археологічні пам'ятки черняхівської та давньоруської культур.
Перша писемна згадка — 1580 року.
14 липня 2015 року ввійшло у склад Скалатської міської громади.
12 червня 2020 року, відповідно до розпорядження Кабінету Міністрів України  № 724-р «Про визначення адміністративних центрів та затвердження територій територіальних громад Тернопільської області», село увійшло до складу Скалатської міської громади.
19 липня 2020 року в результаті адміністративно-територіальної реформи та ліквідації Підволочиського району, село увійшло до складу новоствореного Тернопільського району.

## Населення

### Мова
Розподіл населення за рідною мовою за даними перепису 2001 року:
| Мова       | Кількість | Відсоток |
| ---------- | --------- | -------- |
| українська | 395       | 100%     |

## Пам'ятки
Є «фігура» Матері Божої.

## Соціальна сфера
Діють клуб, бібліотека, ветеринарна аптека, торговельний заклад.

## Відомі люди

### Народилися
- Стронський Генріх (1952) — вчений у галузі історії, педагог, доктор історичних наук, професор[6].

## Галерея

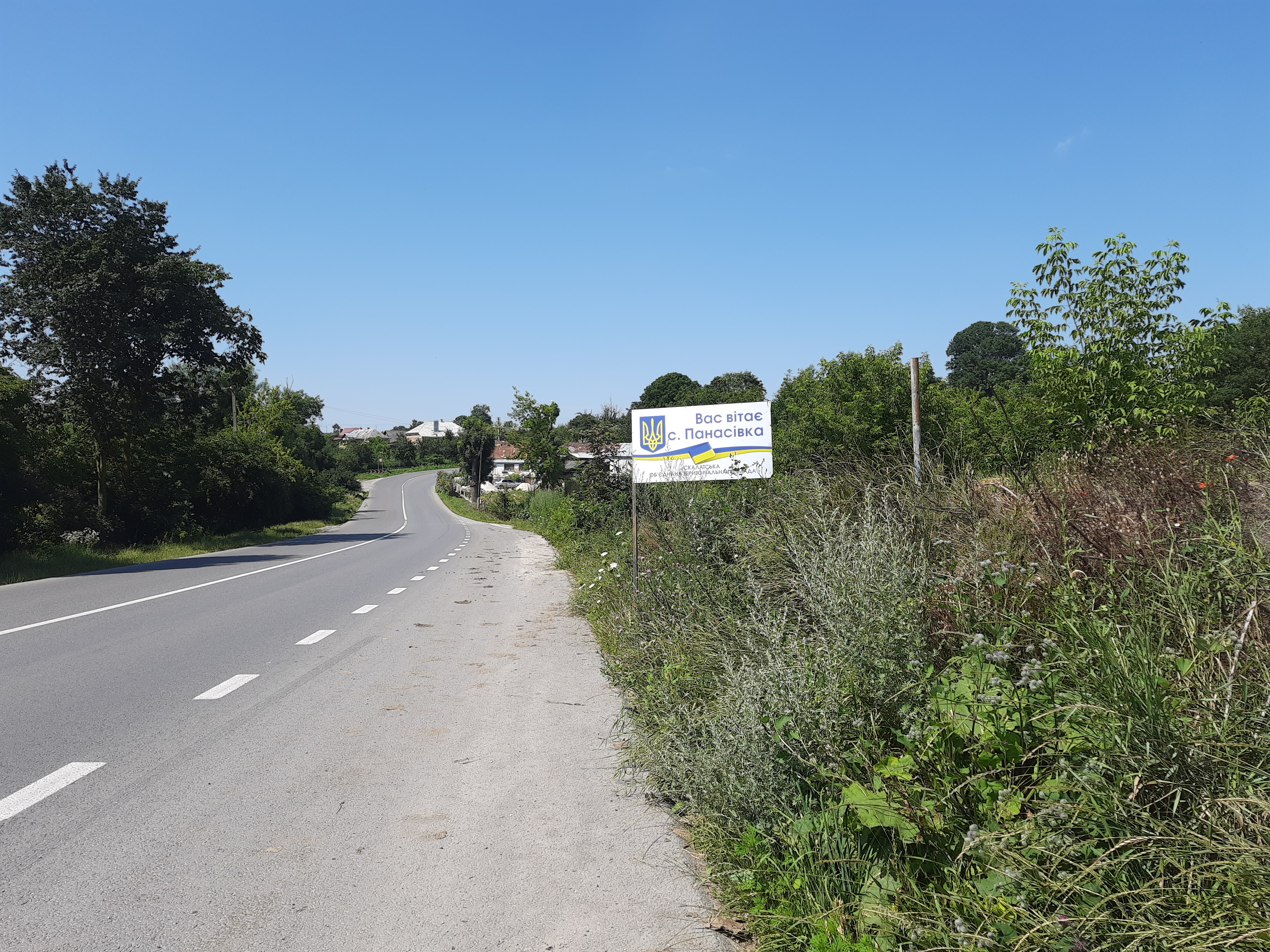
Дорожній знак при в'їзді в село
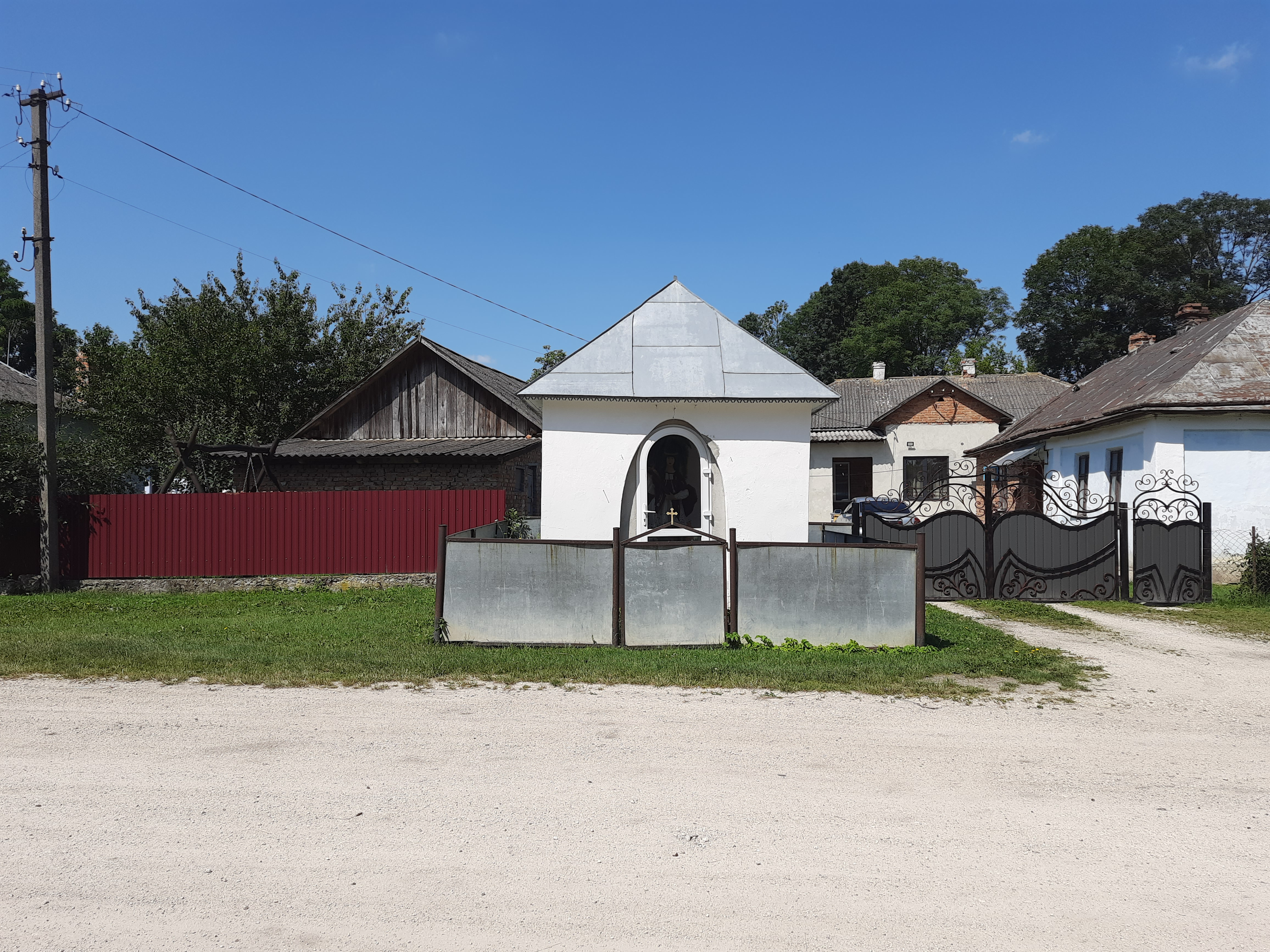
Капличка
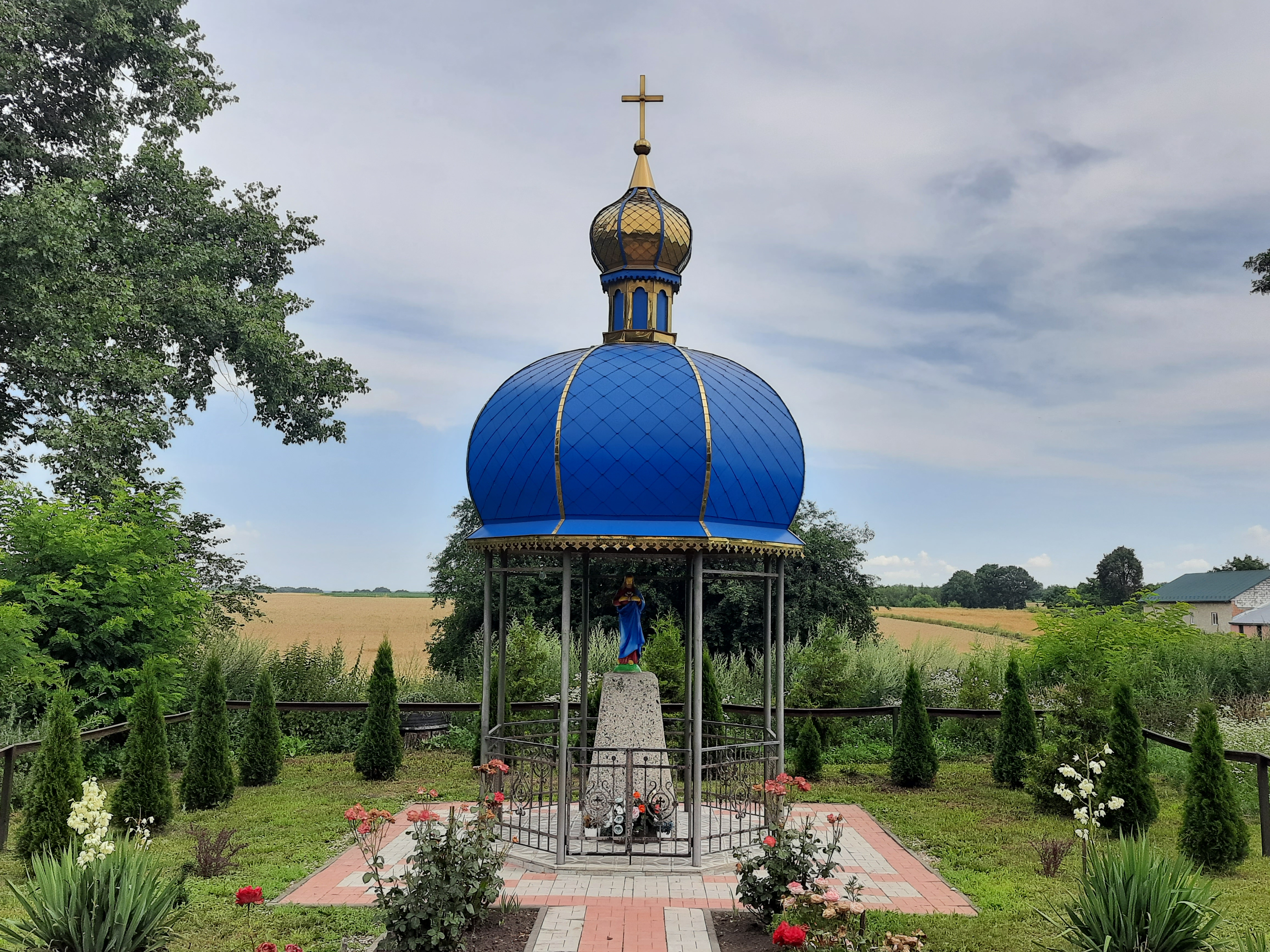
Капличка на околиці села
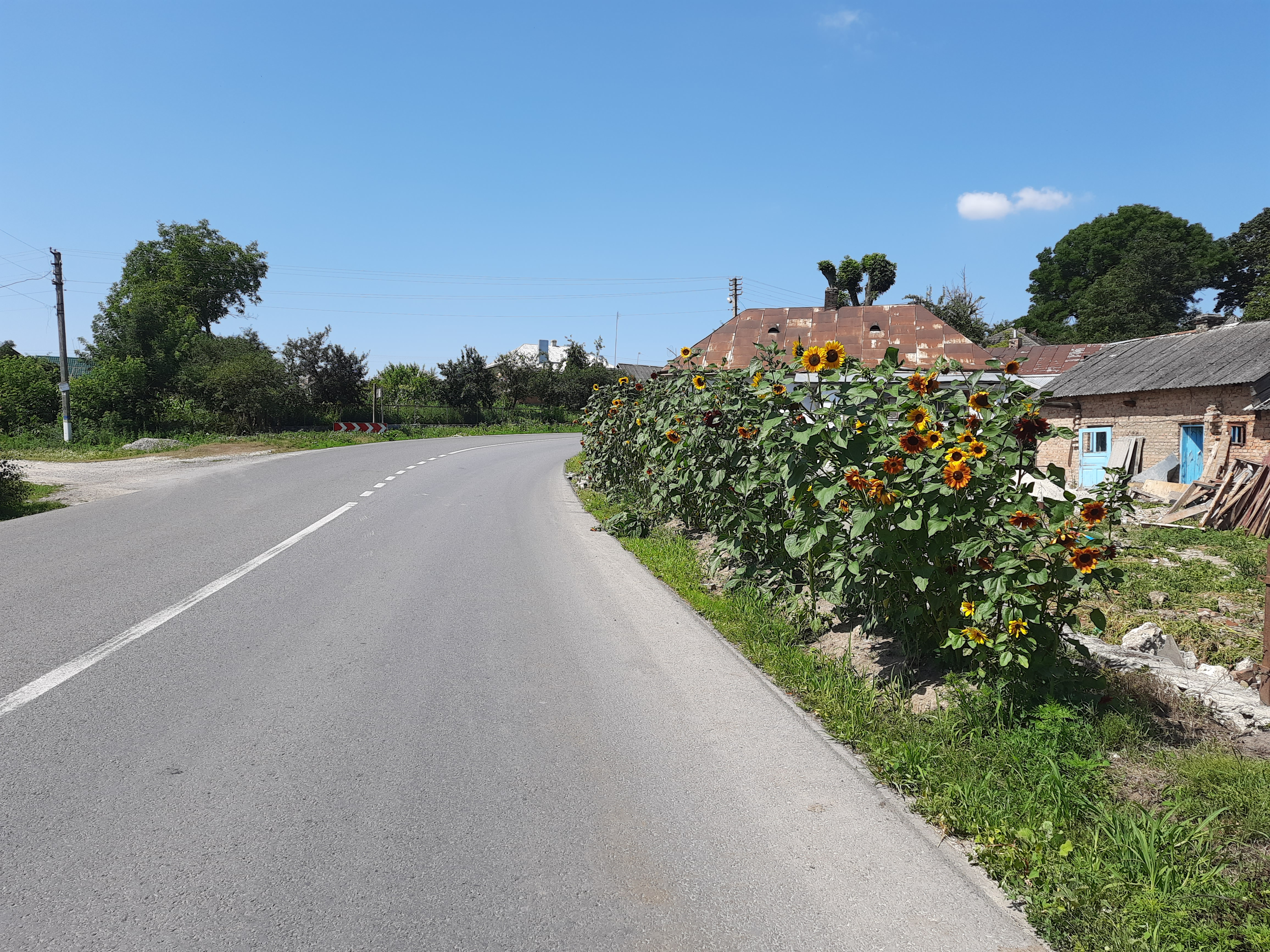
Сільський пейзаж
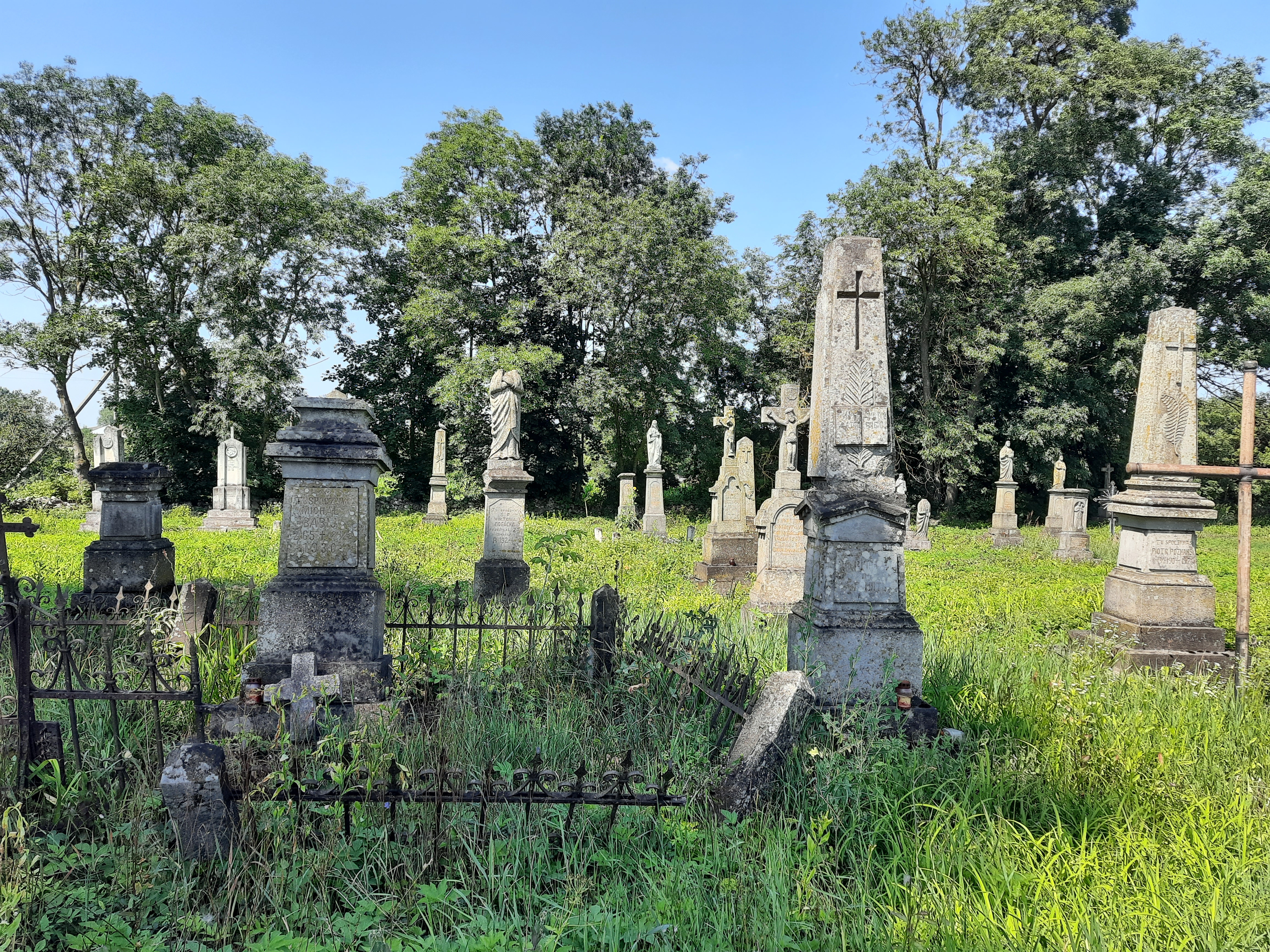
Старий цвинтар